# Alfred Randers
Johan Alfred Randers, född 13 augusti 1880 i Lilla Beddinge, Malmöhus län, död 3 mars 1933 i Malmberget, var en svensk läkare, målare och tecknare.
Han var son till lantbrukaren Anders Olsson och Anna Hansson och från 1914 gift med Elisabeth Dahl. Randers blev student vid Lunds universitet 1900 och slutade som provinsialläkare i Malmbergets distrikt. Vid sidan av sitt arbete var han verksam som konstnär. 